# Mission Valley (El Paso)
Mission Valley (traducido literalmente del inglés como "El valle de la Misión") es un área de El Paso, Texas, Estados Unidos, que incluye parte de Eastside y todos los distritos del valle Lower. Es la tercera zona más grande de la ciudad, detrás de El Paso Este y El Paso Central. La ruta Hawkins y la Interestatal 10 bordean al valle. 
El 30 de abril de 1598, los conquistadores españoles que se dirigían hacia el norte cruzaron grandes dunas de arena a unas 27 millas al sur del actual centro de El Paso. Se dice que los expedicionarios y sus caballos corrieron hacia el río. Don Juan de Oñate, conquistador, hijo de padres españoles nacido en Nueva España, lideró una expedición al norte del Río Grande en lo que hoy es Socorro, Texas, teniendo lugar en el marco de ella el primer Día de Acción de Gracias verdadero y documentado en América del Norte.  Oñate tomó posesión de todo el territorio al norte del Río Grande en nombre del rey Felipe II de España.
En 1680, la tribu Isleta se rebeló contra los españoles, desplazándose estos al sur, hasta lo que hoy es El Paso. Algunos españoles y miembros de tribus se establecieron allí de forma permanente, construyéndose poco tiempo después tres misiones, que permanecen en pie, funcionando como iglesias: la Misión Ysleta -1682 (La Misión de Corpus Christi y de San Antonio de la Ysleta del Sur/Nuestra Señora del Monte Carmelo), la Misión del Socorro -1759 (Nuestra Señora de la Purísima Concepción del Socorro)-1759 y la Capilla de San Elizario.
El pueblo de Ysleta Del Sur (relacionado con la tribu insurgente Isleta) también se encuentra en este valle. Los Tigua (pronunciado Tiua) es una de las tres tribus indias de Texas cuya soberanía es reconocida por el Gobierno de los Estados Unidos. Ysleta se escribe con una "Y" porque la escritura del siglo XIX no diferenciaba entre una "Y" mayúscula y una "I" mayúscula.

## Barrios
- Alta Vista
- Cedar Grove Park
- Del Norte Heights (Altos del Norte)
- Hacienda Heights (Altos de la Hacienda)
- Hidden Valley (Valle Escondido)
- Lakeside
- Marion Manor
- Loma Terrace
- Mesa Vista
- Thomas Manor
- Rosedale Manor
- San José
- Tigua
- Ysleta
- Walnut Acres